# Emiliano Zapata, Hueyapan de Ocampo
Emiliano Zapata är en ort i Mexiko.   Den ligger i kommunen Hueyapan de Ocampo och delstaten Veracruz, i den sydöstra delen av landet, 400 km öster om huvudstaden Mexico City. Emiliano Zapata ligger 87 meter över havet och antalet invånare är 240.
Terrängen runt Emiliano Zapata är platt åt sydväst, men åt nordost är den kuperad. Runt Emiliano Zapata är det ganska glesbefolkat, med 47 invånare per kvadratkilometer. Närmaste större samhälle är Corral Nuevo, 6,4 km söder om Emiliano Zapata. Omgivningarna runt Emiliano Zapata är en mosaik av jordbruksmark och naturlig växtlighet.